# Паттон, Мелвин
Мелвин Эмери «Мел» Паттон (англ. Melvin Emery "Mel" Patton; 16 ноября 1924, Лос-Анджелес, США — 9 мая 2014, Фоллбрук, Калифорния, США) — американский легкоатлет, двукратный олимпийский чемпион Игр в Лондоне (1948).

## Спортивная карьера
Наибольших спортивных достижений добился во время обучения в университете Южной Калифорнии. Тренировался у Дина Кромвеля. Также посещал Университет Калифорнии (University High School).
В 1947, 1948 и 1949 гг. становился победителем чемпионатов NCAA на дистанции 100 ярдов, в 1948 и 1949 г. также выиграл и в забеге на 220 ярдов. В 1947 г. установил мировой рекорд на 100 ярдов — 9,4 сек., в следующем году улучшил этот результат на одну десятую — 9,3 сек. В 1949 г. с результатом 20,2 сек. побил мировой рекорд Джесси Оуэнса на 220 ярдов. В составе сборной Южной Каролины дважды обновлял мировой рекорд в эстафете 4x220 ярдов.
На летних олимпийских играх в Лондоне (1948) был пятым на 100-метровке, однако затем золотые медали на дистанции 200 м и в эстафете 4×100 м.
После завершения спортивной карьеры несколько лет работал в качестве тренера по легкой атлетике, а затем полностью сосредоточился на деятельности по университетской специальности в электронной промышленности в компании Sanders Associates, Inc..